# Dominique Loiseau
Dominique Loiseau (Boulogne-Billancourt, 16 febbraio 1949 – 18 settembre 2013) è stato un orologiaio francese naturalizzato svizzero, attivo nel settore dell’Alta Orologeria fin dagli anni settanta..

## Biografia
Nato in Francia, da adolescente ignora il desiderio di suo padre di proseguire la tradizione della tradizione orologiera di famiglia. Dopo il diploma, a 15 anni, studia arte, letteratura e storia e si laurea in filosofia presso l'Università di Nanterre. 
I profondi cambiamenti che hanno luogo nel 1968 influenzano la sua stessa vita, e Loiseau inizia ad interrogarsi sul proprio futuro e sulla passione di suo padre per il lavoro manuale. 
Frequenta l'École d'horlogerie d'Anet a Dreux, in Francia, e quindi il Technicum di La Chaux-de-Fonds, in Svizzera. Successivamente diventa responsabile del restauro nel Museo Internazionale di Orologeria di Chaux-de-Fonds, un incarico che svolgerà per tre anni; in seguito dà vita al proprio atelier personale, occupandosi del restauro di numerose opere d'arte di orologeria, fra cui della creazione meccanica « La musicienne » di Pierre Jaquet-Droz.
È noto per aver creato orologi con complicazioni, fra cui sei Montres de sable (orologi a sabbia), il pendolo La Rose des temps, l'orologio da tasca Renaissance e quello da polso Blancpain 1735. 
Nel 2011 presenta il modello 1f4, un complicato orologio da polso, che vanta ben 8 brevetti. 
Nel 2012 annuncia la sua collaborazione con la nota maison orologiera svizzera Girard-Perregaux.. 
È scomparso nel 2013 all'età di 64 anni.